# Arthur Rock

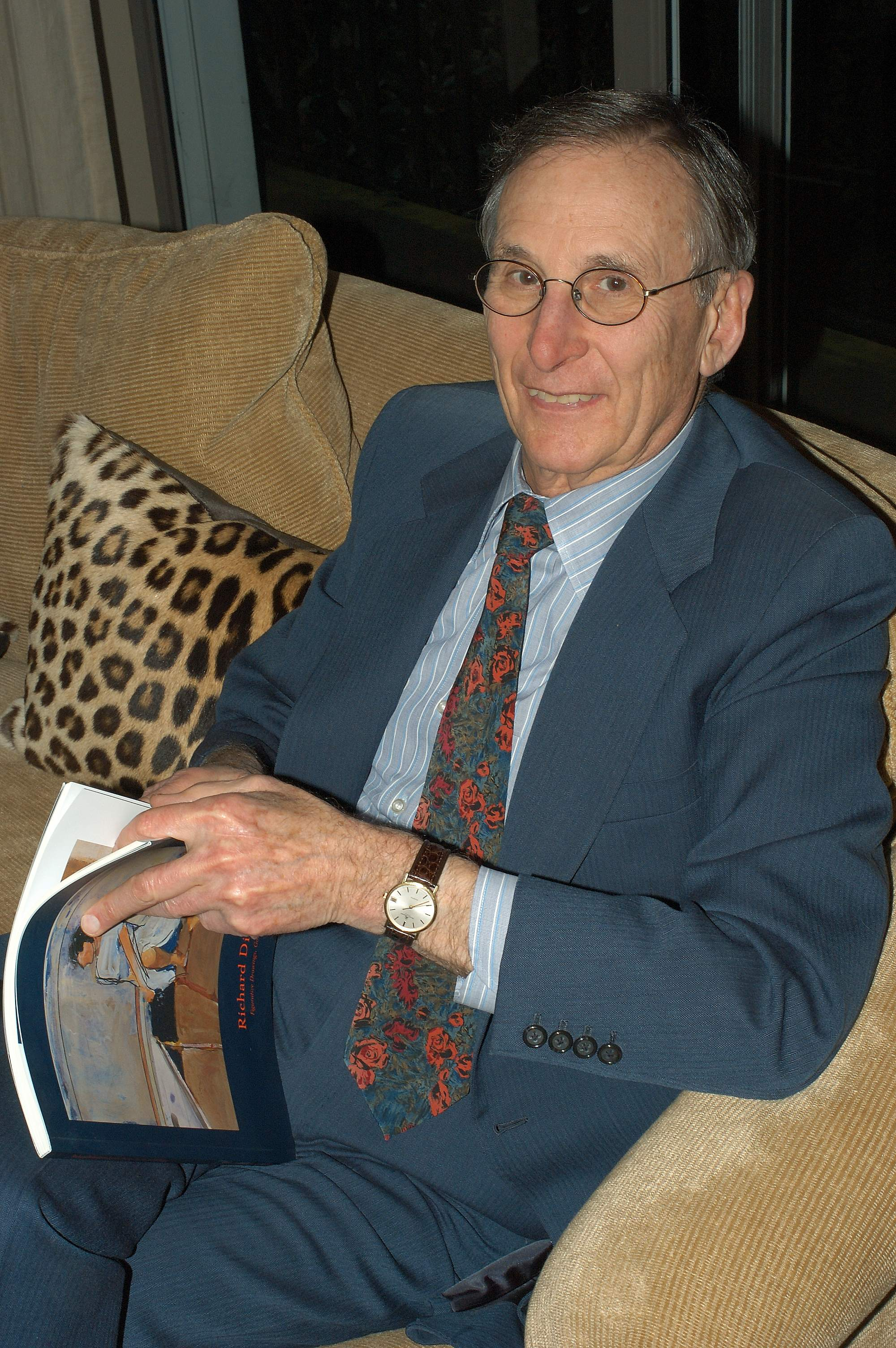
Arthur Rock, 2003

Arthur Rock (* 19. August 1926 in Rochester, New York) ist ein US-amerikanischer Risikokapital-Geber im High-Tech-Bereich und war in dieser Beziehung ein Pionier im Silicon Valley.

## Leben
Rock, dessen Vater aus Russland eingewandert war und einen Süßigkeitenladen hatte, studierte an der Syracuse University mit dem Bachelor-Abschluss 1948 und an der Harvard Business School mit dem Diplom in Betriebswirtschaft (MBA) 1951. Er war zunächst Business Analyst in New York City und dann im Bereich Unternehmensfinanzierung bei der Brokerfirma Hayden, Stone & Company in New York. Dort spezialisierte er sich auf die Finanzierung von Startups im High-Tech-Bereich. 1961 zog er ganz nach Kalifornien, als sich schon der Erfolg des Silicon Valley abzeichnete. In San Francisco gründete er mit Thomas J. Davis die Risikokapitalfirma Davis & Rock. Er investierte früh erfolgreich in Firmen wie Apple und Intel.

## Wichtige Projekte
Rock hatte schon 1955 mit der Halbleiterindustrie zu tun, als er General Transistor Kapital beschaffte. 1957 half er den Traitorous Eight (Acht Verräter) Fairchild Semiconductor zu gründen, indem er den Luftfahrtindustriellen Sherman Fairchild überzeugte diese zu finanzieren. Der Vater eines der Acht Verräter, Eugen Kleiner (später selbst Risikokapitalunternehmer), hatte ein Aktienpaket bei Hayden Stone und so kam der Kontakt zu Stande. Fairchild konnte das Startkapital von rund 1,5 Millionen Dollar bequem zur Verfügung stellen, da sein Vater Partner von Thomas J. Watson gewesen war und eines der größten privaten IBM Aktienpakete besaß. Als Ausgleich erhielt er Kaufoptionen auf die Aktien (die zu je 10 % unter den acht Gründern und 20 % an Hayden Stone aufgeteilt waren). Schon Ende der 1960er Jahre konnte er damit die Verluste von Fairchild Camera and Instruments mehr als ausgleichen. Gordon Moore und Robert Noyce, zwei der Acht Verräter, waren 1968 mit Fairchild Semiconductor unzufrieden, da die Führung von der Ostküste her erfolgte und es zu Spannungen kam (unter anderem lehnte es die Firmenleitung ab, Aktionoptionen an Beschäftigte zu geben). In diesem Fall war Rock von Anfang an einer der Anteilseigner (neben Gordon und Moore) sowie im Aufsichtsrat bei Intel.
Gleich nach Gründung von Davis & Rock war er auch der Kapitalgeber (und im Aufsichtsrat) von Scientific Data Systems (SDS), einem erfolgreichen Hersteller von Computern für wissenschaftliche Zwecke, der von der Firma Xerox aufgekauft wurde, die dann damit IBM Konkurrenz auf deren ureigenstem Gebiet machen wollte und damit scheiterte. IBM wollte in den Kopierermarkt und Xerox wollte mit dem Kauf von SDS und dessen Neuausrichtung darauf reagieren. Ebenfalls in die Anfangsphase von Davis & Rock fiel ihre Finanzierung von Teledyne. Insgesamt vermittelten sie in den ersten acht Jahren 1961 bis 1968 drei Millionen Dollar an Investitionen, die für ihre Investoren 100 Millionen erbrachten.
Rock war auch ein früher Investor bei Apple, obwohl ihn das Auftreten von Steve Jobs und Steve Wozniak zunächst abschreckte. Der ehemalige Marketing Vizepräsident von Intel Mike Markkula, der selbst in die beiden investierte, und ein Besuch bei der Homebrew Computershow in San José, auf der er wegen des Besucherandrangs nicht einmal an den Apple Stand kommen konnte, überzeugte ihn aber vom Potential des Homecomputers. Rock hatte auch weiter seine Probleme mit Jobs, den er in einem Interview 2002 als Störende Kraft (Disturbing Force) beschrieb, und sorgte für dessen Ablösung durch John Sculley. Im Allgemeinen war er mit dessen Management zufrieden, war aber nach rund zehn Jahren auch für dessen Ablösung durch Michael Spindler und verließ danach den Aufsichtsrat von Apple. Ein Grund war, dass diese keine Intel-Chips verwendeten. Nach Rock interessierte Sculley sich zu sehr für Politik als Unterstützer von Bill Clinton und zog mit seiner neuen Frau, die Kalifornien nicht mochte, an die Ostküste, was ihn seinen Biss verlieren ließ.
Aus der Internet- und Telekom-Blase Ende der 1990er und Anfang der 2000er Jahre hielt er sich heraus.
Seit 2007 ist er Mitglied der American Academy of Arts and Sciences.

## Privates
Er ist mit der Anwältin Toni Rembe verheiratet, die seit 1971 Partnerin in der großen Anwaltskanzlei Pillsbury Winthrop in San Francisco war. 2003 stiftete er 25 Millionen Dollar an die Harvard Business School zur Gründung des Arthur Rock Centre for Entrepreneurship.